# Mohair

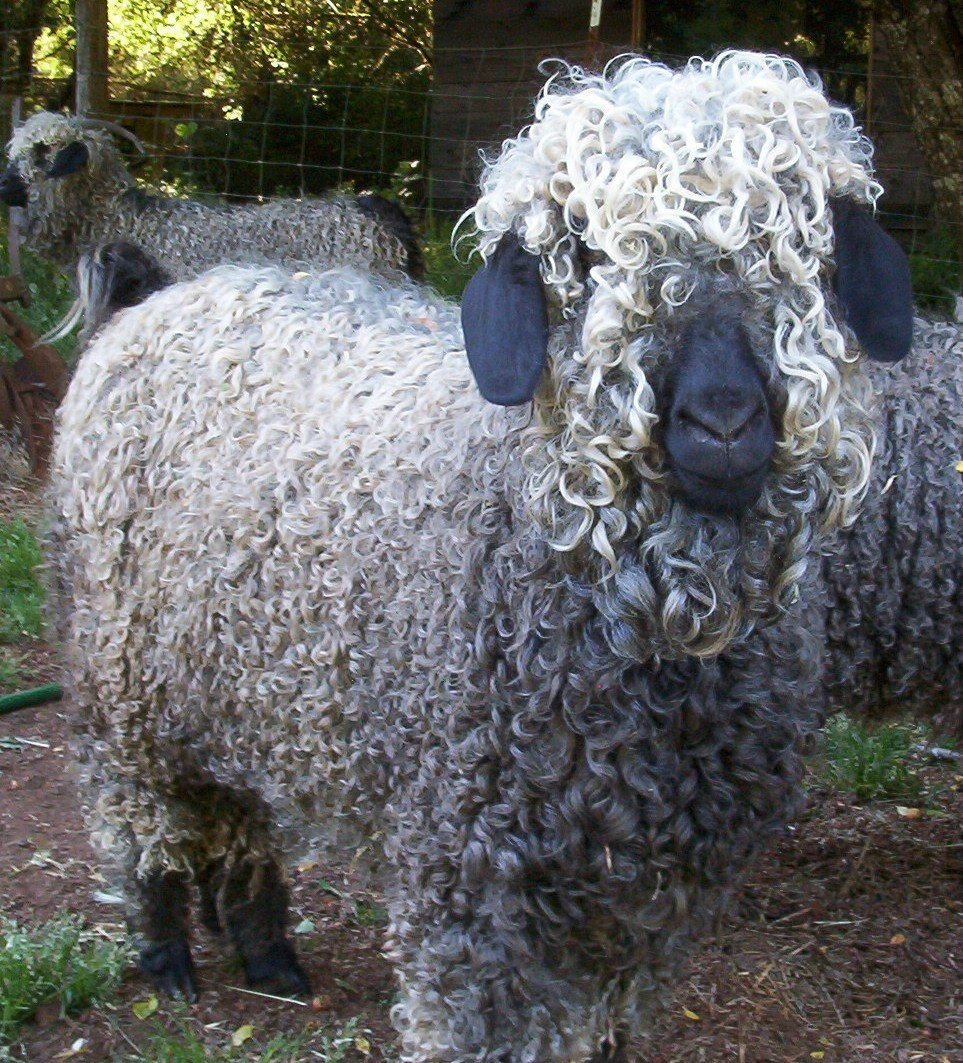
Angoraziege

Als Mohair werden die Haare der Angoraziege bezeichnet. Diese Naturfaser ist die spezifisch leichteste Textilfaser. Das Wort Mohair entstammt der arabischen Sprache, in der es ein aus Haar gefertigtes Gewebe bezeichnet. Mohair wird neben der Herstellung von Wolle auch für die Herstellung von Teddybären und Puppenhaar verwendet. Auch findet er Anwendung auf Skifellen.

## Gewinnung
Angoraziegen, die im Volksmund auch Mohairziegen genannt werden, kommen ursprünglich aus der Provinz Ankara in der Türkei. Sie werden aber zum Zwecke der Wollproduktion außerdem vor allem auch in Australien, Lesotho, Madagaskar und Südafrika gehalten. Eine Ziege wird zweimal pro Jahr geschoren und bringt zwischen 3 und 6 kg Wolle.

## Eigenschaften

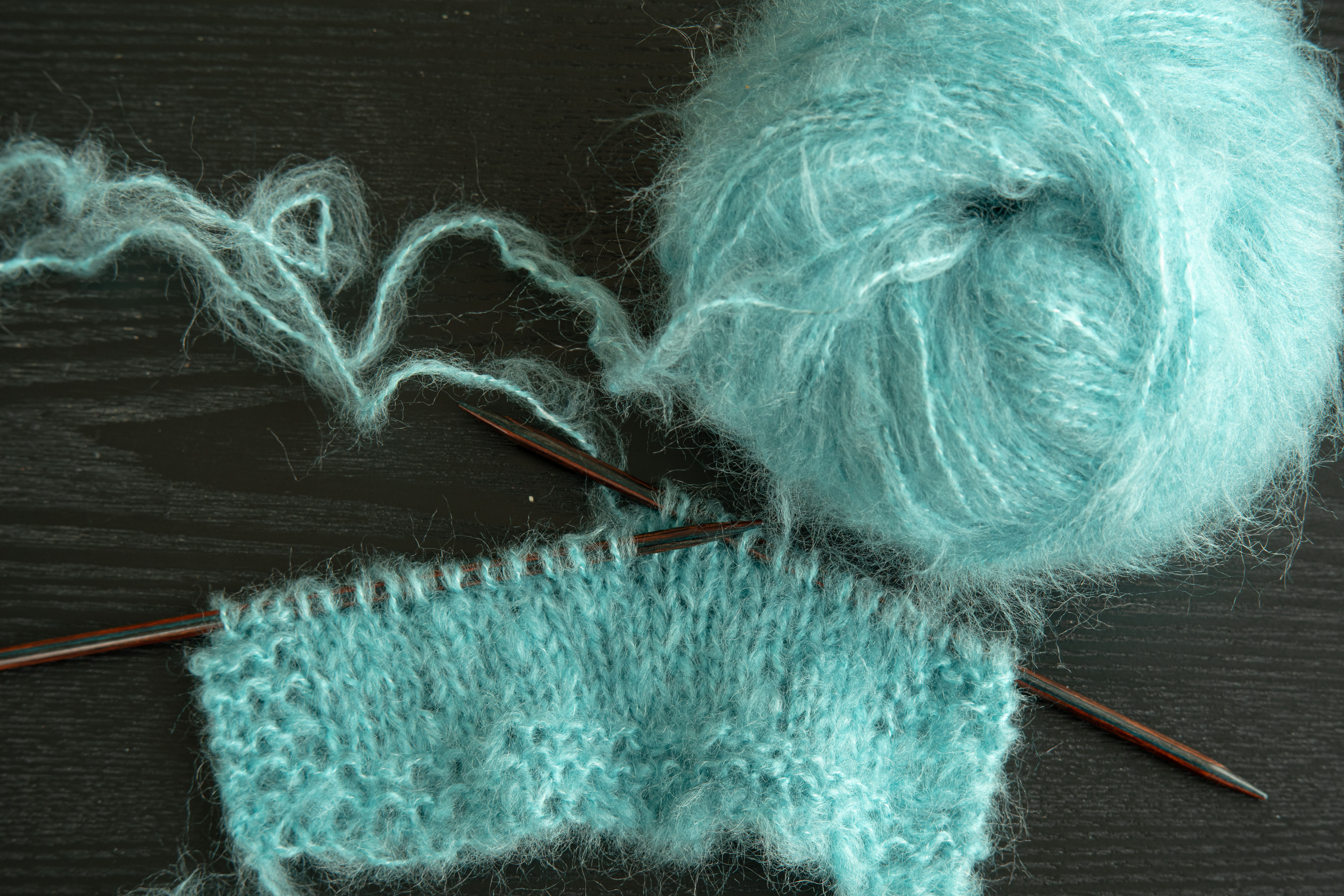
Mohairgarn zum Stricken und Häkeln

Die Wolle der Angoraziege ist lang, seidig, gelockt und bei jungen Tieren sehr fein. Mohair wird je nach Alter der Ziege und damit dem Durchmesser des Ziegenhaars (je jünger das Tier, desto feiner das Haar) in die Kategorien „Kid“, „Young goat“ und „Adult“ unterteilt. Die Feinheitsklasse Kid wird hauptsächlich für Kleidung verwendet. Die Klasse Adult wird dagegen häufiger für Decken, Kissen, Polsterbezüge und Teppiche verwendet.
Textilien aus Mohair zeichnen sich durch ein weiches und angenehmes Tragegefühl aus. Durch die feinen Fasern ist Mohair wasserabweisend; zugleich saugt er Feuchtigkeit auf, ohne sich nass anzufühlen. Im Sommer hat der Stoff einen kühlenden Effekt, im Winter einen wärmenden. Mohair zeichnet sich bei guter Verarbeitung durch Knitterfreiheit aus.

## Pflege
Textilien aus Mohairwolle bedürfen besonderer Pflege beim Waschen und laufen im Wäschetrockner ein. Mohair sollte immer nach Angaben des Produkts gewaschen werden. Bei empfohlener Handwäsche kann der Stoff in warmem, nicht zu heißem Wasser zusammen mit Wollwaschmittel gewaschen werden. Besonders wichtig ist es, den Stoff nicht zu lange einweichen zu lassen. Ist das Produkt für einen Waschmaschinengang ausgewiesen, sollte ein Wollwaschgang bei 30 °C mit geringer Drehzahl verwendet werden.

## Trivia
In Polen wurde der Ausdruck „Mohair-Baskenmützen“ (moherowe berety) in den 2000er Jahren zu einem abwertenden Synonym für treue Anhängerinnen nationalkatholischer Parteien und entsprechender Medien wie Radio Maryja. Der damalige Oppositionsführer Donald Tusk bezeichnete am 10. November 2005 die Zusammenarbeit von PiS, LPR und Samoobrona im Sejm als „Mohair-Koalition“ (moherowa koalicja).